# Zora Jesenská
Zora Jesenská (Turócszentmárton, 1909. május 3. – Pozsony, 1972. december 21.) szlovák író, műfordító, irodalomkritikus, szerkesztő. Janko Jesenský unokahúga.

## Élete

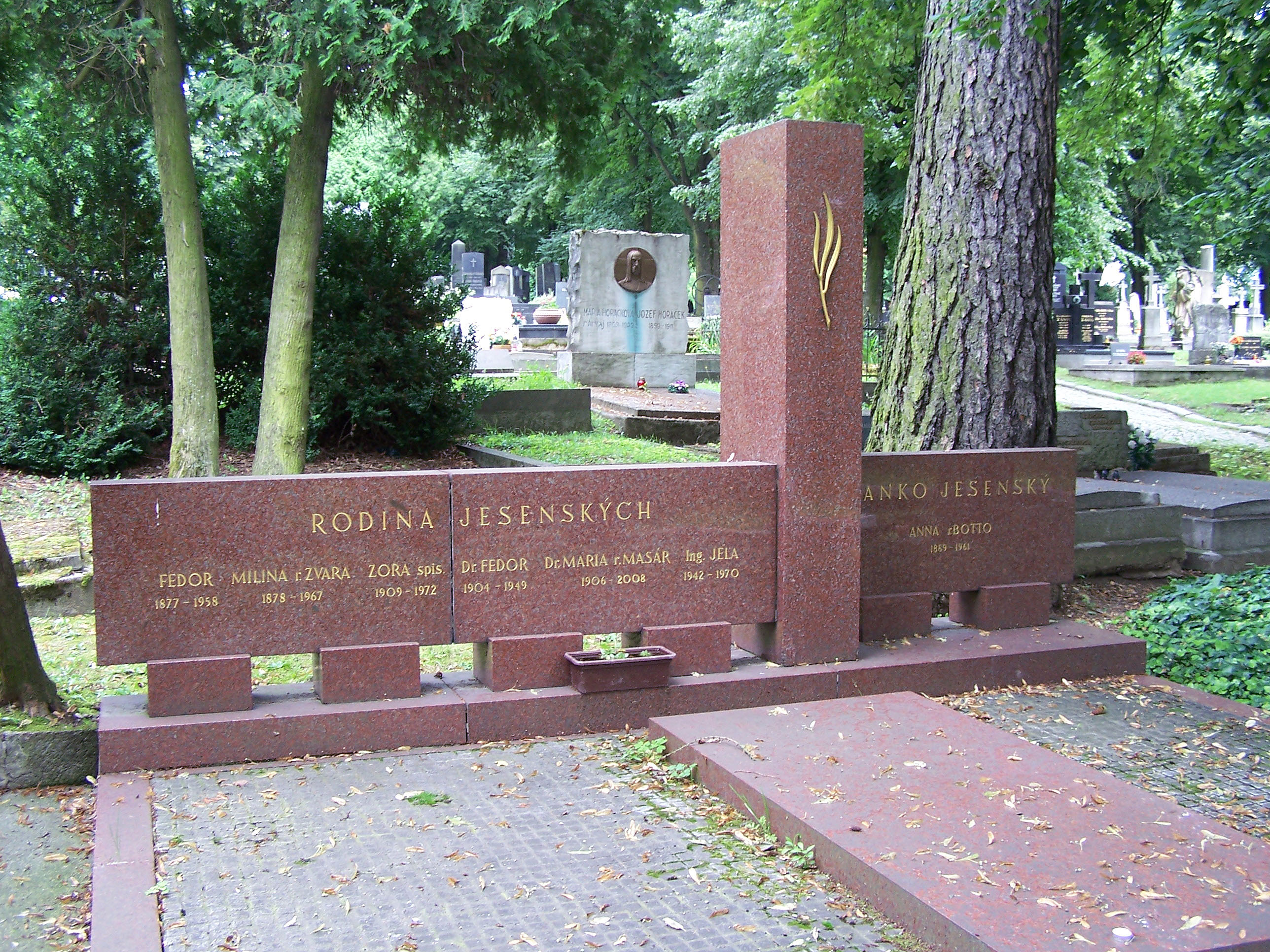
Sírja a turócszentmártoni nemzeti temetőben

A tanulmányait Turócszentmártonban, később a Pozsonyi Zene és Dráma Akadémián végezte. A diploma megszerzése után visszatért Turócszentmártonba, ahol kezdetben (1935 és 1939 között) zongoratanárként dolgozott. Tagja volt a Živena női szövetségnek.
1949-től 1952-ig a Matica slovenskánál tevékenykedett. 1949–1950-ben Pozsonyban az egyetemen előadásokat tartott. 1952 és 1956 között a Tatran kiadónál újságíróként, később műfordítóként dolgozott. Megjelent Az ismeretlen olvasó című műve E. Letričková álnév alatt. Aktívan részt vett nemzetközi írói és újságírói eseményeken. A közéletben Živena alelnökeként végzett munkájáról is ismert volt. 1968-ban jelentősen részt vállalt a demokratizálódási folyamatokban, és ellenezte Csehszlovákia megszállását, amelyért politikai üldözés alatt állt, és megtiltották műveinek közzétételét és akadályozták fordítói munkáját. Pozsonyban halt meg, Turócszentmártonban a nemzeti temetőben temették el.

## Munkássága
Kitűnt művészi fordításaival, elsősorban orosz szerzőket fordított (Csehov, Dosztojevszkij, Gogol, Ivan Goncsarov, Makszim Gorkij, Mihail Lermontov, Puskin, Tolsztoj, Ivan Turgenyev, Mihail Solohov és mások). Angol nyelvből (William Shakespeare), bolgár, cseh, francia és német nyelvből is fordított. Egy modern szlovák fordítóiskola alapítója volt. A szláv nyelvű fordításaiért Janko Jensensky-díjat, majd Nemzeti Díjat kapott a Háború és béke, valamint a Csendes Don művek fordításáért. A műfordítás elméletével és kritikájával is foglalkozott. Ráadásul riportkönyvek, számos újságírói cikk és esszé szerzője. 1967-ben megkapta a Csehszlovákia érdemes művésze címet.

## Művei
- Timrava (1937)
- Bola som v Sovietskom sväze (1949) A Szovjetunióban jártam
- Cesta do Moskvy (1952) Út Moszkvához
- Zvýšit majstrovstvo prekladu umeleckej literatúry (1956) A művészeti irodalom fordításának elsajátításának javítása
- Vyznania a šarvátky, knižné vydanie jej článkov a úvah (1963) Vallomások és összecsapások, cikkeinek és gondolatainak könyvkiadása

### Magyarul
- Jártam a Szovjetunióban (Tatran, Bratislava, 1949)[3] Időszerű kérdések sorozat

## Díjai, elismerései
- Érdemes művész (1967)
- Ľudovít Štúr-díj (2017)[4]

## Emlékezete
- 2015-ben egy dokumentumfilmet készítettek Prvá: Zora Jesenská címmel.

## Fordítás
- Ez a szócikk részben vagy egészben  a   Zora Jesenská című szlovák Wikipédia-szócikk ezen változatának fordításán alapul.  Az eredeti cikk szerkesztőit annak laptörténete sorolja fel. Ez a jelzés csupán a megfogalmazás eredetét és a szerzői jogokat jelzi, nem szolgál a cikkben szereplő információk forrásmegjelöléseként.